# Ana Martel
Ana Lúcia Martel Nobre (Santana, 21 de junho de 1964) é uma cantora e compositora de música popular brasileira.

## Biografia
Ana Martel nasceu em Santana, e viveu em Macapá, até os 14 anos, quando se mudou para Belém do Pará a fim de continuar os estudos. Residiu em Brasília e, posteriormente, em Belo Horizonte. Começou a cantar profissionalmente aos 15 anos de idade, na banda do Corpo de Bombeiros. Mais tarde, cantando em bailes, entrou no Coral Madrigal da Universidade Federal do Pará, onde recebeu aulas de técnica vocal e canto lírico tendo o Maestro João Bosco como seu regente.
A partir de 1982 passou a gravar jingles para TV e rádio. Atuou também como vocal de apoio de bandas de outros artistas paraenses. Em 1983, começou a cantar em bares na noite paraense e, no mesmo ano, defendeu a primeira canção em um festival na faculdade Centro Universitário do Pará, antiga Centro de Ensino Superior do Pará. Na década de 1980, cantou na inauguração do Hilton Hotel Belém, dividindo o palco com Leny Andrade.
Na década de 1990, de volta ao Amapá, graduou-se em Ciências Sociais pela Universidade Federal do Amapá, além de começar a compor. Em 1999 interpretou de sua autoria (letra) e melodia de Zé Miguel "Óleo sobre tela - Curiaú" no "Festival da Canção Amapaense". Em 2004 teve duas canções de sua autoria "Quadro noturno" e "Poesia da poesia", parcerias com Álvaro Gomes, entre as finalistas do Sescanta Amapá, músicas interpretadas pela mesma no Festival e gravadas no CD homônimo do festival.
Em 2007 no "FestServ" (Festival dos Servidores do Amapá) interpretou duas composições de sua autoria, ganhando o prêmio de "Melhor Intérprete". Neste mesmo ano participou do show de 50 anos dos compositores Joãozinho Gomes e Val Milhomem. Em 2008 montou o show "Bossasemprenova" qual interpretava composições emblemática do gênero.
Em 2009, classificou duas composições suas na "Mostra de Música do SESC", sendo gravadas no CD da mostra. Neste mesmo ano lançou o CD "Sou Ana". Produzido pelo multi-instrumentista paraense Luiz Pardal e tendo como arranjadores Luiz Pardal e o tecladista Jacinto Khawage. No disco interpretou "Seu lugar", "Simples assim",  "Doce cantar", "Bom dia, Maria", todas de sua autoria; "Branca no samba" (Paulo Moura, Biratan Porto e Marcelo Siroteau) e "Mal de Amor" (Joãozinho Gomes e Val Milhomem), além da faixa-título "Sou Ana", de autoria de Sérgio Souto e Enrico Di Miceli. O CD contou com as participações dos músicos Príamo Brandão (baixo acústico), Edivaldo Anaice (bateria), Davi Amorim (guitarra e violão), Esdras Souza (sax e flauta), Márcio Jardim (percussão) e Nena Silva (caixas de marabaixo). O disco foi lançado no Teatro das Bacabeiras, em Macapá. O disco contou com a participação especial de Sérgio Souto declamando o poema "Sou Ana", de sua autoria, musicado por Enrico di Miceli e incluído no disco como a faixa-título.
Em 2010 fez vários lançamentos do CD "Sou Ana"  em diversos espaços, entre os quais feira agropecuária do Amapá, no Ponto de Cultura da Confraria Tucuju, no "Projeto TEIA Cultural 2010", no Sesc Amapá e participações em shows de outros artistas como convidada. Tem parcerias com vários compositores amapaenses como Enrico di Micelli, Cleverson Baía, Val Milhomem e paraenses como Luiz Pardal, Paulo Moura, Jorge Andrade, Marcos Quinan e o cearense Eudes Fraga. 

### Formação
Martel é graduada em Ciências Sociais pela Universidade Federal do Amapá. E atualmente esta cursando o curso de Licenciatura em Musica pela Universidade Federal da Paraíba.

## Discografia
- Sou Ana (2009)[5][6]